# Ischnopteris obtortionis
Ischnopteris obtortionis là một loài bướm đêm trong họ Geometridae.